# MLEC

Karta över moderna Angola med Kabinda i rött längst upp till vänster

Movemento de Libertação do Enclave de Cabinda (MLEC) - Enklaven Kabindas befrielserörelse, var en motståndsrörelse mot den portugisiska kolonialmakten i provinsen Kabinda som var verksam i början av 1960-talet. Idén om kabindisk självständighet uppstod på 50-talet hos en kabindisk elit som emigrerat till Kongo. Rörelsen leddes av Ranque Franque innan den 1963 gick samman med två andra motståndsrörelser och bildade FLEC.